# شهرداری بولنیسی
شهرداری بولنیسی (گرجی: ბოლნისის მუნიციპალიტეტი) یکی از شهرداری‌های گرجستان در ناحیه کومو کارتلی است. مرکز اداری آن بولنیسی است.

## جغرافیا
شهرداری بولنیسی در جنوب‌غربی کشور گرجستان جای دارد و با کشور ارمنستان مرز مشترک دارد. مساحت منطقه ۸۰۴ کیلومتر مربع است و بلندترین نقطه آن کوه لوک با ۲۱۲۴ متر ارتفاع بالاتر از سطح دریا است.

## تقسیمات اداری
شهرداری بولنیسی متشکل از ۳ شهر بولنیسی، کازرتی و تاماریسی و ۴۵ دهستان است. بزرگ‌ترین دهکده آن تالاوری است.

## مردم
این شهرداری‌۷۶.۷ هزار نفر جمعیت دارد. جمعیت این ناحیه در ابتدای سال ۲۰۰۹ و از زمان استقلال گرجستان ۷ درصد کاهش یافت. بر اساس سرشماری سال ۲۰۰۲، آذری ها ۶۶٪ بیشترین جمعیت را داشتند و مردم گرجی ۲۶.۸٪ و مردم ارمنی ۵.۸٪ جمعیت را تشکیل می‌دادند.